# Arash (mythe)

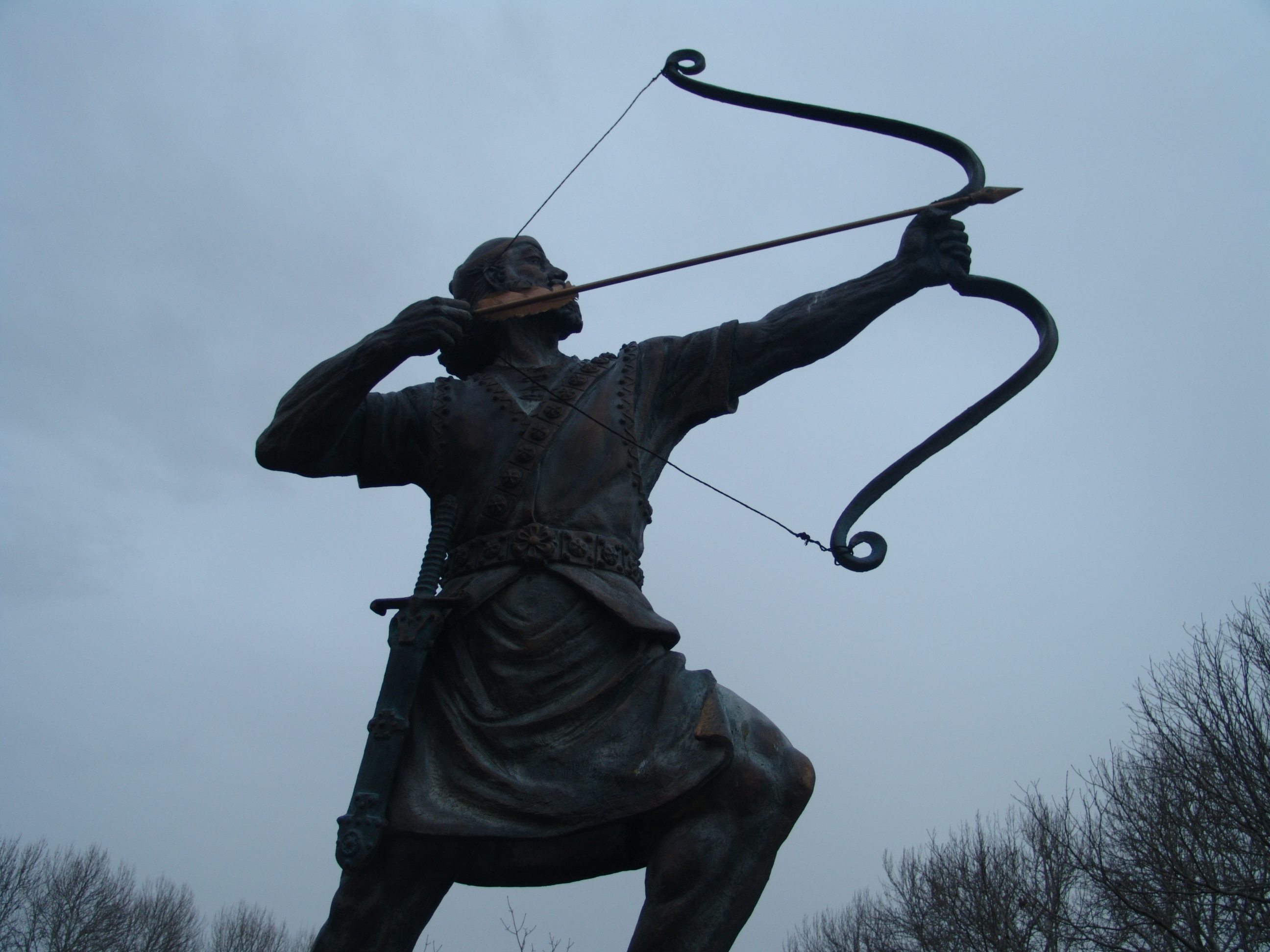
Beeld van Arash bij het Saadabadpaleis in Teheran

Arash, de Boogschutter (Perzisch: آرش کمانگیر) is een legende over een heldhaftige boogschutter uit de Perzische mythologie.
Tegen het eind van de oorlog tussen Iran en Turan, kwam het bij de berg Damavand tot een confrontatie. Om het geschil te beslechten werd overeengekomen de grens te bepalen door het afschieten van een pijl en de plek waar de pijl zou landen zou dan de nieuwe grens tussen Iran en Turan bepalen. 
Arash bood zich aan om de pijl te schieten. De plek vanwaar Arash de pijl moest schieten was de top van het gebergte. In de morgen ontdeed Arash zich van al zijn kleding, keerde zich richting het Noorden, spande zijn boog als nooit tevoren en liet de pijl gaan. Arash veranderde in pure energie en vloog met de pijl mee. De pijl vloog de gehele ochtend en viel pas 's middags neer, zo'n 2250 kilometer verderop aan de oever van de rivier de Oxus.
Arash' lichaam werd nooit gevonden. Veel verhalen circuleren over bergbeklimmers die zweren Arash' stem gehoord te hebben nadat ze verdwaald waren. De stem hielp hen de weg terug te vinden.
Arash, de Boogschutter is ook de titel van een gedicht gemaakt door Siavash Kasrayi geïnspireerd op deze held.